# Kiehnsee

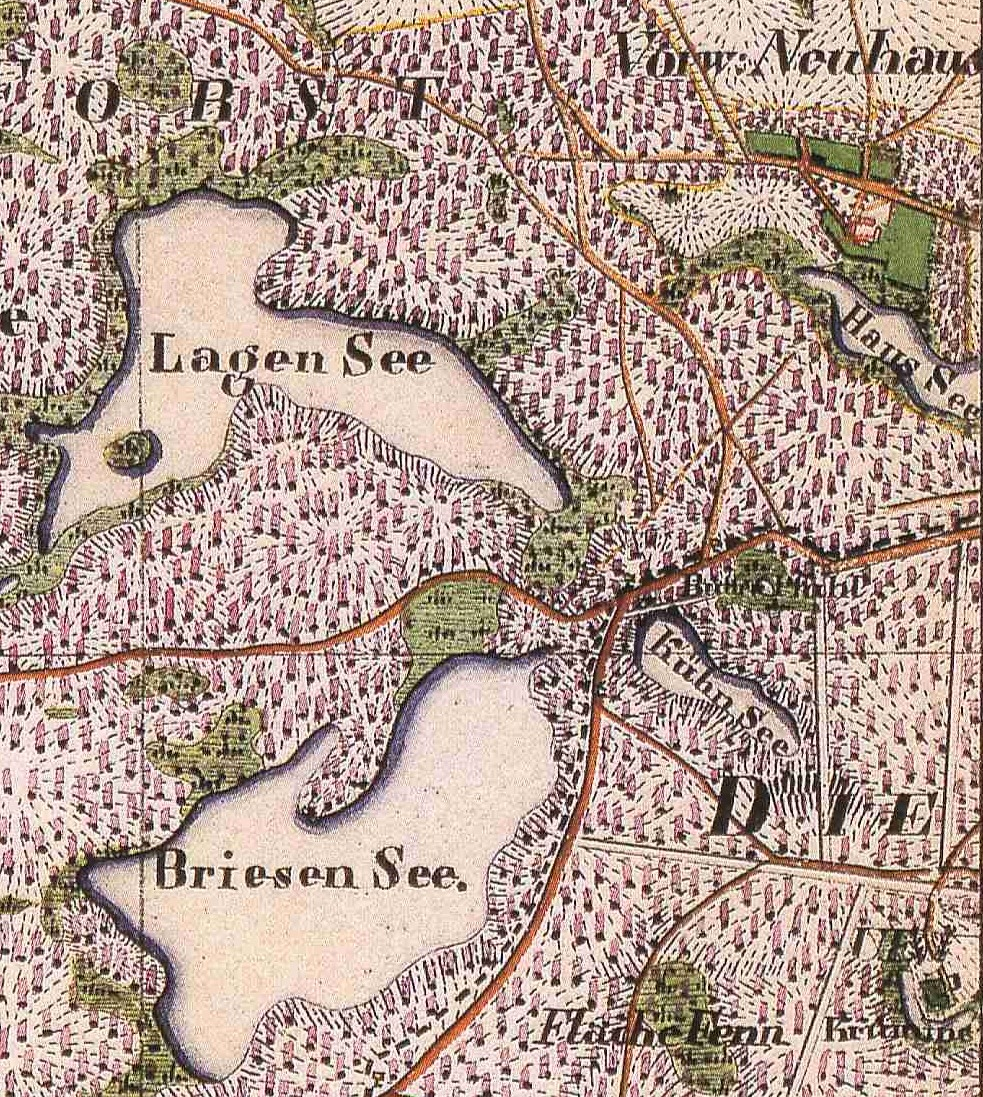
Der Kiehnsee (Kühnsee) auf dem Urmesstischblatt 2948 von 1826

Der Kiehnsee ist ein natürlicher See auf der Gemarkung von Steinhöfel, einem Ortsteil der Stadt Angermünde im Landkreis Uckermark (Brandenburg). Es ist ein Grundwasser-Durchströmungssee ohne Zu- und Abfluss mit stark schwankendem Seespiegel.

## Lage
Der Kiehnsee liegt knapp einen Kilometer südsüdwestlich von Neuhaus, etwa 2,2 km ostnordöstlich von Poratz. Etwa 2,7 km südöstlich liegt der Wohnplatz Redersnwalde und etwa 2,5 km ostnordöstlich der Wohnplatz Luisenthal. Nordwestlich liegt der Laagensee, südwestlich der Briesensee und östlich liegen Warnitzsee und Schönebergsee. Der See liegt völlig vom Wald umgeben im Naturschutzgebiet Poratzer Moränenlandschaft.

## Hydrologie und Ökologie
Der Kiehnsee ist ein Grundwasser-Durchströmungssee und hat keinen Zu- und/oder Abfluss. Er ist 6,7 ha groß, etwa 450 Meter lang und maximal 115 Meter breit. Die größte Tiefe beträgt etwa 4,5 m, ist jedoch entsprechend dem Seespiegel schwankend. Der Seespiegel liegt auf etwa 58 m ü. NHN, er ist aber stark schwankend und sinkt tendenziell ab. Der Kiehnsee ist morphologisch ein Kesselsee, in den bei hohen Grundwasserständen Wasser aus dem Becken des Briesensee in den Kiehnsee drückt. In den benachbarten Seen Briesensee und Warnitzsee, ebenfalls Grundwasser-Durchströmungsseen, wurden in den letzten 40 Jahren Seespiegelschwankungen bis zu drei Meter registriert. Der Trophie-Index  war in den Untersuchungsjahren 1992/94 2,8 (0 eutroph, aber eher an der unteren Grenze zu mesotroph). Der Wasserkörper ist nicht geschichtet. 
Der eutrophe Klarwassersee war bis vor wenigen Jahren von Rauem Hornblatt (Ceratophyllum demersum), Quirligem Tausendblatt (Myriophyllum verticillatum) und Mittlerem Nixenkraut (Najas marina var. intermedia (Wolfg. ex Gorski) Rendle) dominiert. Bis Anfang der 2000er-Jahre war der Seegrund noch durch Feine Armleuchteralge (Chara delicatula) besiedelt. Bei einer Untersuchung des Sees 2014 wurde der  vollständige Verlust der Unterwasserpflanzen festgestellt.
Zwischen dem Briesensee und dem Kiehnsee gibt es in offenen Bereichen der Kiefernwälder noch das Blaugrüne Schillergras  (Koeleria glauca). Als weitere Besonderheit wurde im Gebiet zwischen Friedrichsfelde und Kiehnsee der Moorfrosch (Rana arvalis) festgestellt. Der Kiehnsee wird nicht (mehr) bewirtschaftet.

## Geschichte
Der Name ist von brb. Kien = Kiefer abgeleitet. Er könnte der See sein, der 1375 im Zusammenhang mit dem später wüst gefallenen Dorf Schöneberg als Motzsee genannt ist, neben Warnitzsee und Schönebergsee. Im Urmesstischblatt Nr. 2948 Friedrichsfelde von 1826 erscheint er als Kühnsee.

## Weblink
- Uferbereiche des Sees Kiehnsees in der Poratzer Moränenlandschaft bei Neuhaus im Bundesland Brandenburg 29. April 2015: euroluftbild.de/Robert Grahn